# Сапата, Густаво
Густаво Мигель Сапата (исп. Gustavo Miguel Zapata; 15 октября 1967, Саладильо, Аргентина), — аргентинский футболист, полузащитник. Играл за ряд клубов, такие как: «Ривер Плейт», «Иокогама Ф. Маринос» и «Сан-Лоренсо». Игрок национальной сборной Аргентины, участник Кубка Америки 1991, 1993 и отборочного цикла (КОНМЕБОЛ) ЧМ-1998. Ныне — ассистент главного тренера клуба «Колон».

## Биография
Густаво родился в городе Саладильо. Первым клубом Густаво стал «Темперлей», а затем Габриэль перешел в аргентинский гранд «Ривер Плейт», где и заслужил вызов в сборную. В 1993 году Сапата отправился в Японию, где стал играть за «Иокогама Ф. Маринос». Спустя три года Габриэль вернулся на родину, в клуб «Сан-Лоренсо».